# 若松鉱山
若松鉱山（わかまつこうざん）は、鳥取県日野郡日南町に所在し、1899年（明治32年）から1995年（平成7年）まで採掘が行われていた日本有数のクロム鉱山である。

## 歴史
若松鉱山の発見者については諸説あり、1899年に若松鉱山が発行した『鉱山概説』には「1899年島根県仁多郡八川村の藤原某により発見された。」とある。しかし『日南町史』は「1895年松尾鶴太郎が大洪水の復旧工事現場で重い落石を発見し、高所にある鉱床を探し当てた」としている。
1905年（明治38年）に採掘経営を開始。当初の経営者はエスメドースと佐藤百太郎らであった。当時は年に3万トンから4万トンの生産量をアメリカに輸出していた。1919年（大正8年）1月28日、日本クローム工業株式会社が若松鉱山より譲渡を受ける。1925年（大正14年）から1945年（昭和20年）年には全国シェアの47.5%を占めていた。
1995年2月末に採掘休止、翌1996年9月に休山、2001年10月に閉山した。

## 近代化産業遺産
2009年に「近代化産業遺産群続 33」平成20年度に「7．産業用としての耐火煉瓦製造の進展と原料開発の歩みを物語る近代化産業遺産群」のひとつとして選定された。
現在は、通常は閉鎖されているが、日南町観光協会に申し込めば有料で一部見学が可能である。

### 保存状況
15の施設（発電室、金属工作工場、本工場、火薬類取扱所、コンプレッサ室、選鉱場No.1、選鉱場No.2、貯鉱場No.1、No.2、No.3、破砕場、変電室、救護室、鉱務所、索道鉄塔、鉱山事務所、坑道と軌道）が現存する。
以下は「近代化産業遺産群続 33」の「若松鉱山（クロム鉄鉱）跡」に掲載されている不動産である。
- コンプレッサ室
- 同 ディーゼル発電室
- 工作場
- 火薬庫
- 火薬類取扱所
- 機械選鉱場
- 破砕場
- 貯鉱場（跡）
- 索道中継所（跡）
- 沈殿池
- 受電所
- 救護室
- 鉱務所
- 坑道・軌道・索道鉄塔 （一部）
- 索道起動所
- 山神社
- 油脂庫
- 炭焼き窯

## 周辺
- ホームランド多里
- にちなん中国山地林業アカデミー
- オオサンショウウオ資料展示室
- 桜公園
- 船通山
- 多里層ジュール群

### 関連文献
- 坪倉久嘉『クローム鉄鉱 発見人を求めて』1978年
- 峯尾潤『日本クローム工業 若松鉱山 －鉱山トロッコ紀行3－』岩崎電子出版、2009年
- 松本一郎・山根俊夫『多里のクロム鉱山 鉱山ガイドブック』多里まちづくり推進協議会、2013年
- 産業技術総合研究所地質調査総合センター『地質ニュース』664号 2009年12月
  - 写真で振り返る多里地域クロム鉱山地質ニュース 特集：鳥取県多里地域クロム鉱山・産業遺産登録！] 地質ニュース 664号 産業技術総合研究所地質調査総合センター
  - 近代化産業遺産「多里地域クロム鉱山」 松本一郎 地質ニュース664号，10-12頁，
  - 若松鉱山の産業遺産群の認定を受けて 矢田治美 地質ニュース664号，13 頁
  - 近代化産業遺産「若松鉱山」について 船越博之 地質ニュース664号，14頁
  - 若松鉱山の操業史 山根俊夫 地質ニュース664号，15-22頁
  - 鉱山が多里地域にもたらしたもの 鳥取県日南町企画課 地質ニュース664号，23-27頁
  - 若松鉱山とクロム鉱床成因論 荒井章司 地質ニュース664号，28-32頁，
  - クロマイト鉱床調査－1970年代の鳥取県多里地域－ 平野英雄 地質ニュース664号，33-36頁，2
  - クロム資源の現状 平野英雄 地質ニュース664号，37-42頁
  - ポディフォームクロム鉱床の岩石学的探査法 - 日本最大の多里地域クロム鉱床群の記載 - 松本一郎 地質ニュース664号，43 - 49頁
- 「近代化産業遺産群 続 33」平成20年度